# Biljna stanica
Biljna stanica je tip stanice karakterističan za biljke. 
Sastoji od stanične stijenke i protoplasta. Protoplast uključuje protoplazmu u koju su uklopljene vakuole, organeli, membranski sustavi, makromolekularne nakupine. Stanična stijenka je propusna, ali ipak čvrsta struktura koja štiti stanicu i daje joj stalan oblik. Primarna stanična stijenka je građena od celuloznih niti, koje su postavljene pod pravim kutom jedne na druge kako bi im se povećala čvrstoća. Sekundarna stanična stijenka može se nalaziti unutar primarne, a građena je od lignina, tvari koja dodatno pojačava staničnu stijenku. Velika središnja vakuola puna vode i koloida omogućava održavanje turgorovog pritiska i služi kao jedinstvena organela za skladištenje i odigravanje metaboličkih procesa.
Biljna stanica ima plastide, od kojih je najvažniji kloroplast, organela koja se nalaze u citoplazmi, posjeduju pigmente kao što su klorofili i karotenoidi i mjesto je sinteze i skladištenja hrane. Kloroplast sadrži klorofil i koristi svjetlosnu energiju za pretvorbu ugljik-dioksida i vode u ugljikohidrate i kisik, tj. kloroplast je mjesto fotosinteze.
U stanicama biljaka sreću se tri osnovna tipa citoskeletnih elemenata: aktinski filamenti, mikrotubule i intermedijarni filamenti. Aktinski filamenti su raspoređeni u pojas, koji citoplazmu više-manje dijeli u dva dijela - jedan stacionarni prema staničnoj membrani i jedan fluidan prema vakuoli. U ovom fluidnom dijelu citoplazme događaju se pokreti organela putem aktinskih filamenata i strujanja citoplazme.
Mikrotubule su poređane uz staničnu membranu, u snopovima. Uloga im je u organiziranju kompleksa celulozo-sintetaze, čime se omogućuje stvaranje paralelnih fibrila celuloze u staničnom zidu. Pravac pružanja celuloznih fibrila prati pravac pružanja mikrotubula. Intermedijarni filamenti su rijetko prisutni, predstavljeni su filamentima koji pozicioniraju tonoplast i jedarni ovoj u stanici, omogućavajući i mehanički otpor pritisku vakuole na citoplazmu.